# Oplorhiza gracilis
Oplorhiza gracilis is een hydroïdpoliep uit de familie Campanulinidae. De poliep komt uit het geslacht Oplorhiza. Oplorhiza gracilis werd in 1921 voor het eerst wetenschappelijk beschreven door Stechow. 